# センポアラの戦い
センポアラの戦い（－戦い）は1520年5月27日にパンフィロ・デ・ナルバエス軍とチナンテク戦士が支援するエルナン・コルテス軍の間で行われた。

## 背景
スペイン国王を説得してディエゴ・ベラスケス・デ・クエリャルが支配する以上の征服欲を委ねさせるため、コルテスはメキシコ東部の探検隊らしきものを率いて財宝を集めていた。ベラスケスがこのことを聞くと、酷く立腹した。探検隊の支配を取り戻すためにパンフィロ・デ・ナルバエスを派遣することにした。3月5日、ナルバエスはメキシコに向けて出発した。

### 船旅
船旅は最初から混沌としていた。激しい嵐で19隻の内6隻が沈没し、約50人が死亡した。数隻の船が難破し、ナルバエスはコルテスが既にテノチティトランで素晴らしい停泊地を見付けていた地点で4月22日まで上陸できなかった。スペイン国王の代理人ローペス・アイリョーン・デ・ラ・アウディエンシア・デ・サント・ドミンゴは早くに到着した。

## 計画遂行
上陸してすぐにナルバーエスはサンドバル率いる小さな沿岸守備隊を攻撃した。危険を警告するためにコルテスに送られた数人の捕虜を失ってナルバーエスの攻撃は失敗した。5月下旬、コルテスはナルバーエスと取引するためにテノチティトランを出発した。ナルバーエスは数の上で勝り、作戦遂行の基地になるセンポアラの都市を確保した。コルテスの中隊のスペインの貴族と結婚したセンポアラの女性貴族8人を人質として捕らえ、従者に地元民を虐待することを認めた。センポアラの支配者でコルテスの同盟者シコメコアトルはナルバーエスをコルテスを呼ぶぞと脅したが、服従を強要された。
コルテスとしてはナルバーエスと伝令をやりとりし結局力ずくでセンポアラを解放するために展開した後で救援のためにチナンテク同盟軍と接触する兵士を派遣した。ナルバーエスの騎兵隊に対抗するのに必要な長槍を携えた200人の戦士や2000人以上の戦士が後に続くという約束と共に帰還した。

## 戦闘

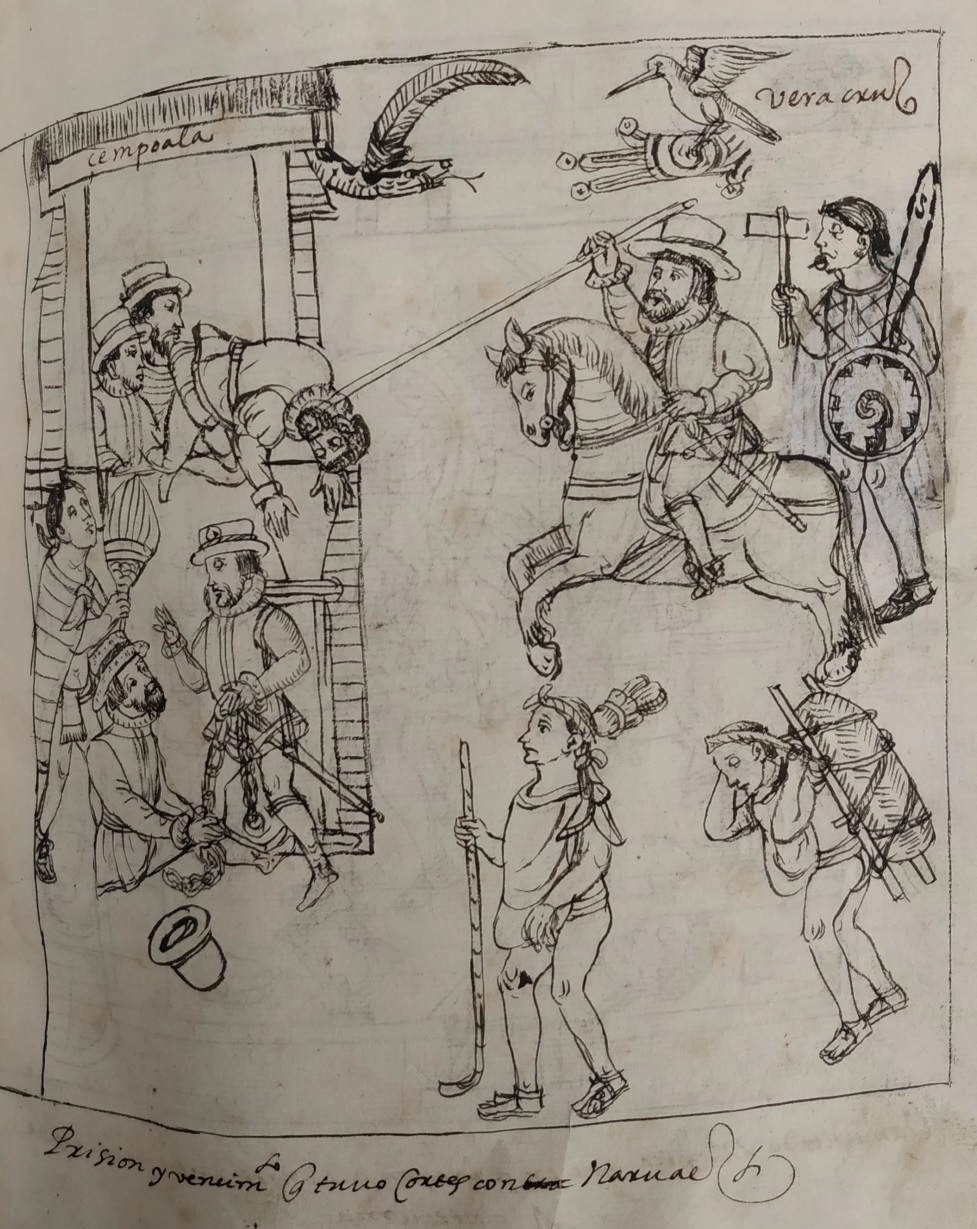
ディエゴ・ムニョス・カマルゴによるとパーンフィロ・デ・ナルバーエスの敗北

5月27日、コルテスとサンドバル、仲間のコンキスタドールの総督は266人の兵士と200人の予備先住民兵と共に深夜にナルバーエス軍に奇襲攻撃を開始した。驟雨と優勢な兵力でコルテス軍は迅速に敵の騎兵隊と砲兵隊を捕らえた。ナルバーエス軍はセンポアラの中心的寺院に撤退したが、敵対するスペインからの軍が包囲する準備をしたために逃走しようとした。その後の混乱でナルバーエスは目に槍が刺さり重傷を負って捕らえられることになった。
戦闘中にシコメコアトルはナルバーエスの兵士の一人に刺され重傷を負うナルバーエスの家に逃避した。戦闘後に同盟者が負傷したとの知らせを受けてコルテスは釈放し怪我の治療のために部屋に連れてくるように命じた。

## その後
嘗ての部隊がテノチティトランの財宝に魅惑を感じたためにコルテスと同盟したことでナルバーエスは2年間捕虜になった。最も迫ったコルテスの戦役への仲間殺しの脅威は妨げられ、スペイン・アステカ戦争中にとても重要なコルテス側の勝利となった。計画通りにコルテスを殲滅しないでベラースケスは基本的に敵わない軍を補給し増強した。
コルテスに召喚された1500人以上のチナンテクの戦士が遅れて到着し、戦闘には参加しなかった。その代わりにナルバーエスの分遣隊を監視するために雇われることになる。しかし最初の200人は戦ったと考えられている。

### 天然痘の流行
ナルバーエスの兵士の内数人が天然痘にかかり、戦闘中にコルテス軍の一部に広まり、その多くがテノチティトランに行き、先住民のアメリカ人に天然痘を広めた。続く病気の流行で数百万人の先住民のアメリカ人が死に、先住民の90％が罹患した可能性がある。

## 参照
1. 1 2 3  De Solís, Atonio. Historia de la conquista, población y progresos de la América Septentrional. ISBN 9788415219514
2. 1 2  Minster, Christopher (2019年3月16日). “Timeline of Hernan Cortes' Conquest of the Aztecs”. ThoughtCo.. 2017年10月14日時点のオリジナルよりアーカイブ。2020年7月20日閲覧。
3. 1 2 3 4 5 6 7 8  Brokmann, Carlos. “La expedición de Pánfilo de Narváez y la Batalla de Cempoala en 1520” (スペイン語). Noticonquista UNAM. 2020年6月26日時点のオリジナルよりアーカイブ。2020年7月20日閲覧。
4. 1 2 3 4  Díaz del Castillo, Bernal (30 August 1963). The Conquest of New Spain. ISBN 0140441239
5. ↑  del Castillo, Bernal Díaz (1632) (スペイン語). Historia verdadera de la conquista de la Nueva España. Madrid: Imprenta del Reyno 2020年7月22日閲覧。
6. ↑  Gay, José Antonio. Historia de Oaxaca, Volumen 1. p. 210
7. ↑  Barton, Marc (2018年2月28日). “Smallpox and the conquest of Mexico”. Past Medical Study. 2019年4月10日時点のオリジナルよりアーカイブ。2020年7月20日閲覧。